# 粗茎乌头
粗茎乌头（学名：Aconitum crassicaule）为毛茛科乌头属下的一个种。

## 扩展阅读
- 維基物種上的相關：粗茎乌头